# Портальбера
Портальбера (італ. Portalbera) — муніципалітет в Італії, у регіоні Ломбардія, провінція Павія.
Портальбера розташована на відстані близько 440 км на північний захід від Рима, 45 км на південь від Мілана, 16 км на південний схід від Павії.
Населення — 1528 осіб (2014).

## Демографія
Населення за роками:

Станом на 1 січня 2023 року в муніципалітеті офіційно проживали 153 іноземці з 19 країн, серед них 65 громадян країн Євросоюзу та 10 громадян України.

## Сусідні муніципалітети
- Арена-По
- Спесса
- Страделла